# Свидова (Винницкая область)
Свидова (укр. Свидова) — посёлок, входит в Мурованокуриловецкий район Винницкой области Украины.
Население по переписи 2001 года составляло 83 человека. Петриманская сельская рада. Почтовый индекс — 23413. Телефонный код — 4356. Занимает площадь 0,353 км². Код КОАТУУ — 522885005.

## Местный совет
23413, Винницкая обл., Мурованокуриловецкий р-н, с. Петриманы, ул. 40-летия Победы, 1.